# Jegun
Jegun é uma comuna francesa na região administrativa de Occitânia, no departamento de Gers. Estende-se por uma área de 39,25 km². Em 2010 a comuna tinha 1 195 habitantes (densidade: 30,4 hab./km²).